# Distrikt Malvas
Der Distrikt Malvas liegt in der Provinz Huarmey in der Region Ancash in West-Peru. Der Distrikt wurde am 10. Februar 1892 gegründet. Er besitzt eine Fläche von 168 km². Beim Zensus 2017 wurden 804 Einwohner gezählt. Im Jahr 1993 lag die Einwohnerzahl bei 1322, im Jahr 2007 bei 1045. Die Distriktverwaltung befindet sich in der 3106 m hoch gelegenen Ortschaft Malvas mit 361 Einwohnern (Stand 2017). Malvas liegt 55 km ostnordöstlich der Provinzhauptstadt Huarmey.

## Geographische Lage
Der Distrikt Malvas liegt im Osten der Provinz Huarmey. Der Distrikt liegt im Westen der peruanischen Westkordillere. Der Río Malvas durchquert den Distrikt und bildet anschließend die südwestliche Distriktgrenze. Dessen linker Nebenfluss Río Quehuap verläuft entlang der südlichen Distriktgrenze nach Westen.
Der Distrikt Malvas grenzt im äußersten Südwesten an den Distrikt Huarmey, im Norden an den Distrikt Huayán, im Nordosten an die Distrikte Succha und Aija (beide in der Provinz Aija), im Osten an den Distrikt Cotaparaco (Provinz Recuay) sowie im Süden an den Distrikt Cochapeti.